# Шьопинг (община)
Община Шьопинг (на шведски: Köpings kommun) е разположена в лен Вестманланд, централна Швеция с обща площ 649 km2 и население 25 237 души (към 31 декември 2013). Административен център на община Шьопинг е едноименния град Шьопинг.